# Avançar
Avançar (tailandès พรรคก้าวไกล; RTGS: Phak Kao Klai) va ser un partit polític socialdemòcrata i progressista de Tailàndia que s'oposava a la influència restant de la junta militar que va governar el país de 2014 a 2019. El partit es va fundar oficialment l'1 de maig del 2014 com el Partit de Desenvolupament Nacional de Tailàndia (พรรคร่วมพัฒนาชาติไทย)) i després va canviar-se el nom a Partit Phung Luang (พรรคผึ้งหลวง), tot i que per a les eleccions generals de Tailàndia de 2019, va tornar al seu nom original. El nom d'Avançar es va decidir el 2020 després de convertir-se en el successor de facto del dissolt Partit Futur Endavant, i fou dissolt pel Tribunal Constitucional de Tailàndia el 7 d'agost de 2024 i succeït pel Partit Popular de Tailàndia.

## Història

### Antecedents
Les eleccions generals de Tailàndia de 2014 previstes per al 2 de febrer del 2014 foren declarades inconstitucionals arrel dels disturbis perpetrats pels anti-govern durant la campanya electoral i es van convocar per al mes de juliol i el Tribunal Cort Constitucional el 17 de maig del 2014 va declarar la dissolució del govern acusat d'abús de poder.

### El partit
El partit es va fundar oficialment l'1 de maig del 2014 i el 20 de maig del 2014, les forces armades anunciaren la Llei marcial sobre tot el territori nacional i el general Prayut Chan-o-cha va prendre el poder el 22 de maig.
El 2019, després de nombrosos retards, la junta finalment va celebrar eleccions generals el 24 de març en les que el Senat seria nomenat íntegrament per la junta i els districtes electorals redissenyats a darrera hora. Després de les eleccions, el partit pro-junta Palang Pracharath va formar un govern de coalició, amb Prayut Chan-o-cha escollit pel parlament per a un segon mandat com a primer ministre tot i que el seu partit no va guanyar la majoria d'escons.
A principis de 2020, el partit es va convertir en el successor del Partit Futur Endavant, que havia estat dissolt per una controvertida ordre del Tribunal Constitucional, ja que després de la decisió, 55 dels 65 diputats del Partit Futur Endavant (dirigits per Pita Limjaroenrat) van anunciar el seu pla per unir-s'hi. Van prometre continuar amb l'agenda progressista i antimilitarista del Partit Futur Endavant. Després, el nom del partit es va canviar a Avançar, juntament amb la presentació d'un nou logotip.
El partit Avançar va guanyar eleccions generals de Tailàndia de 2023 però quan Limjaroenrat se sotmetia a una segona votació parlamentària per intentar ser elegit com a primer ministre, va ser suspès com a diputat pel Tribunal Constitucional de Tailàndia i Srettha Thavisin acabà essent el nomenat.

### Dissolució
El partit va ser dissolt pel Tribunal Constitucional de Tailàndia el 7 d'agost de 2024 per violar la constitució en proposar una esmena d'una llei contra les injúries a la monarquia coneguda com a «Article 112» en una sentència que va prohibir a Pita Limjaroenrat i altres líders del partit participar en política durant deu anys. El partit fou succeït pel Partit Popular de Tailàndia, amb Natthaphong Ruengpanyawut com a líder del partit.

## Ideologia
Avançar va ser un partit polític progressista de centreesquerra. Era conegut per la seva pràctica a favor de la democràcia i per el propòsit de desfer-se de la influència militar en la política tailandesa. Algunes de les seves propostes van ser la legalització del matrimoni entre persones del mateix sexe, la igualtat econòmica, l'eliminació del servei militar obligatori, la demanda d'un referèndum sobre la reescriptura de la constitució i la reforma de la monarquia.